# 2020年中国足协杯
燕京啤酒2020中国足协杯是中国足协举行的第30届中国足协杯，2020年9月18日开始，12月19日结束。比赛在2020年中超联赛的两个赛区——大连和苏州进行。
受2019冠状病毒病疫情影响，本届中国足协杯赛事被压缩，仅限2020赛季中超全部球队和中甲前8名球队参加。另外，原计划从本届开始，除最后总决赛及半决赛仍实行主客场双循环外，其余各场赛事采取随机抽签确定对阵双方以及主客场的单循环赛制；但在2020年9月2日的中超总经理会议上，中国足协宣布本届足协杯决赛仍采取单场定胜负制。

## 参赛球队
| 2020年中超参赛队： - 广州恒大淘宝 - 北京中赫国安 - 上海上港 - 江苏苏宁易购 - 山东鲁能泰山 - 武汉卓尔 - 天津泰达 - 河南建业 - 大连人 - 重庆斯威 - 河北华夏幸福 - 广州富力 - 上海绿地申花 - 深圳佳兆业 - 青岛黄海 - 石家庄永昌 | 2020年中甲前八名球队： - 长春亚泰 - 浙江能源绿城 - 昆山FC - 成都兴城人居 - 梅州客家 - 泰州远大 - 贵州恒丰 - 苏州东吴 |

## 赛事秩序
| 轮次   | 比赛日期                                              | 比赛场数 | 比赛规模 | 本轮加入球队   |
| ------ | ----------------------------------------------------- | -------- | -------- | -------------- |
| 第一轮 | 2020年9月18日至19日                                   | 8        | 16 → 8   | - 16支中超球队 |
| 第二轮 | 2020年11月26日至29日                                  | 8        | 8+8 → 8  | - 8支中甲球队  |
| 第三轮 | 2020年12月1日                                         | 4        | 8 → 4    |                |
| 半决赛 | 首回合 2020年12月5日至6日 次回合 2020年12月12日至13日 | 4        | 4 → 2    |                |
| 决赛   | 2020年12月19日                                        | 1        | 2 → 1    |                |

## 赛事成绩

#### 第一轮
由16支中超联赛球队参加，按本赛季中超联赛所属赛区分组，抽签决定比赛对手。本轮共8场比赛，采用单场淘汰制，获胜的8支球队进入第二轮比赛。所有比赛均在2020年中超联赛球队所属赛区进行。
| 2020年9月18日 1 | 江苏苏宁易购          | 2 - 0 | 深圳佳兆业 | 大连                                                          |
| 15:30           | 桑蒂尼 31' · 李昂 74' | 报告  |            | 場館： 金州体育场 ： 王迪 ： 张钺、邓波 ： 甄伟 ： 邢琦、陈超 |

| 2020年9月18日 2                   | 上海绿地申花 | 1 - 1 (3 - 5 )                     | 广州富力 | 大连                                                                    |
| 18:00                             | 杨旭 47'（） | 报告                               | 81' 张功 | 場館： 大连体育中心 ： 牛朝辉 ： 武慧峰、张美林 ： 林君 ： 王哲、李兴锋 |
|                                   |              |                                    |          |                                                                         |
| 钱杰给 · 彭欣力 · 朱辰杰 · 蒋圣龙 |              | 萨巴 · 卢琳 · 黄政宇 · 张功 · 唐淼 |          |                                                                         |

| 2020年9月18日 3 | 广州恒大淘宝            | 2 - 0 | 河南建业 | 大连                                                                        |
| 19:35           | 谭凯元 32' · 洛国富 64' | 报告  |          | 場館： 大连人足球青训基地 ： 唐顺齐 ： 马济、席飞 ： 郭宝龙 ： 王竞、郝树辉 |

| 2020年9月18日 4 | 山东鲁能泰山                                   | 4 - 0 | 大连人 | 大连                                                              |
| 20:00           | 陈科睿 8' · 格德斯 56' · 郭田雨 61' · 刘洋 74' | 报告  |        | 場館： 金州体育场 ： 马力 ： 唐荣地、刘星 ： 傅明 ： 艾堃、张海军 |

| 2020年9月19日 5 | 天津泰达                  | 2 - 0 | 石家庄永昌 | 苏州                                                                |
| 15:30           | 肖智 28'（） · 朴稻宇 64' | 报告  |            | 場館： 昆山体育中心 ： 沈寅豪 ： 周飞、姜博 ： 万涛 ： 金京元、张雷 |

| 2020年9月19日 6                      | 武汉卓尔             | 1 - 1 (4 - 3 )                           | 河北华夏幸福 | 苏州                                                                          |
| 18:00                                | 赵宇豪 72'（乌龙球） | 报告                                     | 图雷 44'     | 場館： 苏州奥林匹克体育中心 ： 夏军 ： 曹奕、马克喜 ： 石祯禄 ： 李海新、张哲 |
|                                      |                      |                                          |              |                                                                               |
| 姚翰林 · 胡靖航 · 丛震 · 陈骜 · 周通 |                      | 保利尼奥 · 高华泽 · 冯刚 · 廖伟 · 罗森文 |              |                                                                               |

| 2020年9月19日 7 | 北京中赫国安    | 2 - 1 | 青岛黄海青港   | 苏州                                                                      |
| 19:35           | 阿兰 45'+2' 69' | 报告  | 31'（） 克莱奥 | 場館： 苏州市体育中心 ： 马宁 ： 王德馨、胡成军 ： 黑晓虎 ： 吴立迎、罗欢 |

| 2020年9月19日 8 | 上海上港                              | 3 - 2 | 重庆当代                    | 苏州                                                                |
| 20:00           | 奥斯卡 34' · 于海 45'+1' · 李圣龙 74' | 报告  | 52' 马尔西尼奥 · 54' 董洪麟 | 場館： 昆山体育中心 ： 黄翼 ： 宋祥云、国景涛 ： 万涛 ： 张雷、杨曦 |

#### 第二轮
由16支球队参加。第一轮获胜的8支中超球队通过抽签落位赛区，与2020赛季中甲联赛的前八名球队进行捉对厮杀。本轮共8场比赛，采用单场淘汰制，获胜的8支球队进入第三轮比赛。比赛将在苏州赛区（上半区）和常州赛区（下半区）进行。由於期間舉行亞冠杯賽事,因此廣州恆大及上海上港的主力球員不在此圈上陣。
| 2020年11月26日 9 | 广州恒大淘宝 | 0 - 3 | 昆山FC                                    | 苏州                                                  |
| 19:35            |              | 报告  | 阿德尼吉 7' · 涂东旭 20' · 伊尔德贝托 60' | 場館： 昆山体育中心 ： 万涛 ： 宋祥云、苏晓飞 ： 张雷 |

| 2020年11月27日 11 | 天津泰达   | 1 - 0 | 贵州恒丰 | 苏州                                                  |
| 15:35             | 郑凯木 79' | 报告  |          | 場館： 昆山体育中心 ： 贾志亮 ： 杨德霖、马强 ： 黄翼 |

| 2020年11月27日 10 | 江苏苏宁易购                                                       | 7 - 2 | 梅州客家                | 苏州                                                        |
| 19:35             | 张诚 22' 58' · 谢鹏飞 32' 41' · 冯伯元 63' · 李昂 77' · 张凌峰 89' | 报告  | 54' 史亮 · 85'（） 郭毅 | 場館： 苏州奥林匹克体育中心 ： 戴弋戈 ： 张铖、焦巍 ： 贺凯 |

| 2020年11月26日 12 | 上海上港 | 0 - 4 | 长春亚泰                                                  | 苏州                                                    |
| 15:35             |          | 报告  | 杨超声 30' · 谭龙 40' · 塞尔吉尼奥 56' · 麦麦提热依木 75' | 場館： 苏州市体育中心 ： 黄翼 ： 杨德林、李英宾 ： 马宁 |

| 2020年11月28日 13 | 北京中赫国安 | 1 - 0 | 成都兴城人居 | 常州                                                  |
| 19:35             | 谢龙飞 8'    | 报告  |              | 場館： 常州奥体中心 ： 马宁 ： 王德馨、苏晓飞 ： 贺凯 |

| 2020年11月28日 14 | 武汉卓尔                             | 2 - 0 | 泰州远大 | 常州                                              |
| 14:30             | 姚翰林 25' · 王大龙 90'+2'（乌龙球） | 报告  |          | 場館： 常州奥体中心 ： 张雷 ： 张铖、金俊 ： 万涛 |

| 2020年11月29日 15 | 广州富力                                                 | 6 - 1 | 苏州东吴    | 常州                                                    |
| 15:35             | 雷纳迪尼奥 25' 43' · 日夫科维奇 30' 53' · 宋文杰 50' 67' | 报告  | 90'+1' 唐创 | 場館： 江阴体育中心 ： 贺凯 ： 王德馨、李英宾 ： 戴弋戈 |

| 2020年11月29日 16 | 山东鲁能泰山            | 2 - 0 | 浙江能源绿城 | 常州                                              |
| 19:35             | 费莱尼 53' · 段刘愚 70' | 报告  |              | 場館： 常州奥体中心 ： 王竞 ： 马强、焦巍 ： 张雷 |

#### 第三轮（四分之一决赛）
共8支球队参加。第二轮比赛获胜的8支球队晋级本轮，共4场比赛，采用单场淘汰制，获胜的4支球队进入半决赛。
| 2020年12月1日 17 | 昆山FC | 0 - 2 | 江苏苏宁易购          | 苏州                                                                  |
| 20:00            |        | 报告  | 40' 吴曦 · 87' 张凌峰 | 場館： 昆山体育中心 ： 贾志亮 ： 张铖、马强 ： 贺凯 ： 石祯禄、李英宾 |

| 2020年12月1日 18 | 天津泰达                                     | 5 - 1 | 长春亚泰   | 苏州                                                                          |
| 15:00            | 苏亚雷斯 16' 40' · 邱添一 28' · 利马 66' 73' | 报告  | 77' 杨超声 | 場館： 苏州奥林匹克体育中心 ： 王竞 ： 宋祥云、苏晓飞 ： 马宁 ： 张雷、杨德霖 |

| 2020年12月2日 19 | 北京中赫国安 | 0 - 3 | 武汉卓尔                            | 苏州                                                                  |
| 15:00 UTC+8      |              | 报告  | 胡靖航 4' · 董學升 12' · 江子磊 38' | 場館： 昆山体育中心 ： 戴弋戈 ： 杨德霖、李英宾 ： 万涛 ： 王竞、马强 |

| 2020年12月2日 20                             | 廣州富力                              | 2 - 2 (4 - 5 )                           | 山東魯能泰山   | 苏州                                                                |
| 20:00 UTC+8                                  | 日夫科维奇 90'+1' · 雷纳迪尼奥 90'+3' | 报告                                     | 格德斯 28' 31' | 場館： 苏州体育中心 ： 石祯禄 ： 王德馨、金俊 ： 张雷 ： 黄冀、焦巍 |
|                                              |                                       |                                          |                |                                                                     |
| 叶楚贵 · 李提香 · 黄政宇 · 日夫科维奇 · 唐淼 |                                       | 费莱尼 · 莫伊塞斯 · 郑铮 · 陈科睿 · 刘洋 |                |                                                                     |

#### 第四轮（半决赛）
共4支球队参加。第三轮比赛获胜的4支球队晋级本轮，共4场比赛，采用两回合淘汰制，获胜的2支球队进入决赛。

##### 首回合
| 2020年12月5日 21 | 江苏苏宁易购       | 1 - 1 | 天津泰达     | 苏州                                                                          |
| 19:35            | 刘洋 73'（乌龙球） | 报告  | 50' 阿奇姆彭 | 場館： 苏州奥林匹克体育中心 ： 万涛 ： 宋祥云、马济 ： 张雷 ： 石祯禄、苏炳飞 |

| 2020年12月6日 22 | 武汉卓尔 | 0 - 5 | 山东鲁能泰山                                      | 苏州                                                                |
| 20:00            |          | 报告  | 5' 莫伊塞斯 · 14' 27' 67'（） 格德斯 · 71' 费莱尼 | 場館： 苏州体育中心 ： 李海新 ： 王德馨、张铖 ： 黄翼 ： 王迪、焦巍 |

##### 次回合
| 2020年12月12日 23               | 天津泰达 | 0 - 0 (1 - 1 總分) (2 - 4 )            | 江苏苏宁易购 | 苏州                                                                  |
| 15:00                           |          | 报告                                   |              | 場館： 苏州体育中心 ： 邢琦 ： 王德馨、马济 ： 万涛 ： 石祯禄、苏晓飞 |
|                                 |          |                                        |              |                                                                       |
| 苏亚雷斯 · 苏源杰 · 宋岳 · 刘洋 |          | 吉翔 · 田依浓 · 谢鹏飞 · 冯伯元 · 李昂 |              |                                                                       |

| 2020年12月13日 24 | 山东鲁能泰山 | 1 - 0 (6 - 0 總分) | 武汉卓尔 | 苏州                                                                          |
| 15:00             | 费莱尼 72'   | 报告               |          | 場館： 苏州奥林匹克体育中心 ： 张雷 ： 宋祥云、张铖 ： 石祯禄 ： 邢琦、杨德霖 |

#### 决赛
进入决赛的球队进行采用单场淘汰制，决出冠、亚军。
| 2020年12月19日 15:00 25 |

| 江苏苏宁易购 | 0 - 2 | 山东鲁能泰山        |
| ------------ | ----- | ------------------- |
|              | 报告  | 49' 王彤 · 77' 宋龙 |

| 苏州，苏州奥林匹克体育中心 觀眾人數：0 ：石祯禄 |

| 江苏苏宁易购 | 山东鲁能泰山 |

| 首发：   |    |              |     |        |
|          |    |              |     |        |
| 门将     | 1  | 顾超         |     |        |
| 后卫     | 2  | 李昂         |     |        |
| 后卫     | 20 | 阿不都海米提 |     |        |
| 后卫     | 27 | 杨博宇       |     |        |
| 后卫     | 30 | 叶重秋       |     | 59'    |
| 中场     | 3  | 田依浓       |     |        |
| 中场     | 11 | 谢鹏飞       |     | 59'    |
| 中场     | 12 | 张晓彬       |     | 90'+2' |
| 中场     | 24 | 吉翔         |     |        |
| 前锋     | 7  | 罗竞         | 70' | 84'    |
| 前锋     | 32 | 黄紫昌       |     |        |
| 替补：   |    |              |     |        |
| 门将     | 19 | 张岩         |     |        |
| 门将     | 35 | 黄子豪       |     |        |
| 门将     | 42 | 齐雨熙       |     |        |
| 后卫     | 37 | 朱嘉豪       |     |        |
| 中场     | 16 | 高天意       |     | 84'    |
| 中场     | 18 | 张凌峰       |     | 59'    |
| 中场     | 22 | 吴曦         |     |        |
| 中场     | 31 | 谢小凡       |     |        |
| 中场     | 38 | 谢志伟       |     | 90'+2' |
| 中场     | 41 | 李家伟       |     |        |
| 前锋     | 8  | 冯伯元       |     | 59'    |
| 主教练： |    |              |     |        |
| 奥拉罗尤 |    |              |     |        |

| 首发：   |    |        |  |     |
|          |    |        |  |     |
| 门将     | 18 | 韩镕泽 |  |     |
| 后卫     | 5  | 郑铮   |  |     |
| 后卫     | 6  | 王彤   |  | 79' |
| 后卫     | 35 | 戴琳   |  | 79' |
| 后卫     | 39 | 宋龙   |  |     |
| 中场     | 10 | 巴西   |  |     |
| 中场     | 22 | 蒿俊闵 |  | 46' |
| 中场     | 25 | 比利时 |  |     |
| 前锋     | 19 | 義大利 |  |     |
| 前锋     | 23 | 巴西   |  |     |
| 前锋     | 36 | 段刘愚 |  |     |
| 替补：   |    |        |  |     |
| 门将     | 1  | 李冠希 |  |     |
| 门将     | 14 | 王大雷 |  |     |
| 后卫     | 3  | 刘军帅 |  |     |
| 后卫     | 4  | 匈牙利 |  |     |
| 后卫     | 11 | 刘洋   |  | 79' |
| 后卫     | 15 | 齐天羽 |  |     |
| 中场     | 17 | 吴兴涵 |  | 46' |
| 中场     | 21 | 刘彬彬 |  |     |
| 中场     | 28 | 陈科睿 |  | 79' |
| 中场     | 34 | 黄聪   |  |     |
| 前锋     | 7  | 郭田雨 |  |     |
| 前锋     | 32 | 田鑫   |  |     |
| 主教练： |    |        |  |     |
| 郝伟     |    |        |  |     |

助理裁判：

 宋祥云（中国）

 王德馨（中国）

第四官员：

 王竞（中国）

视频助理裁判：

 张雷（中国）

 杨德霖（中国）
| 2020年中国足协杯冠军    |
| ----------------------- |
| 山东鲁能泰山 第六次夺冠 |